# Super Seria 2003: Imatra
Super Seria 2003: Imatra, Grand Prix Finlandii –
indywidualne, czwarte w 2003 r. zawody siłaczy z cyklu Super
Serii.
Data: 16 sierpnia 2003

Miejsce: Imatra  Finlandia
WYNIKI ZAWODÓW:
| Miejsce | Zawodnik             | Kraj      | Punkty |
| ------- | -------------------- | --------- | ------ |
| 1.      | Hugo Girard          | Kanada    | 57,5   |
| 2.      | Mariusz Pudzianowski | Polska    | 51,5   |
| 3.      | Raimonds Bergmanis   | Łotwa     | 49     |
| 4.      | Svend Karlsen        | Norwegia  | 38,5   |
| 5.      | Juha-Pekka Aitala    | Finlandia | 30,5   |
| 6.      | Tomi Lotta           | Finlandia | 27,5   |
| 7.      | Žydrūnas Savickas    | Litwa     | 23     |
| 8.      | Anders Johansson     | Szwecja   | 18,5   |
| 9.      | Mehrab Ismael Fatemi | Iran      | 18     |